# حائل (رایانه)

نمایش نمادین بخشی از یک پروندهٔ متنی با قالب CSV. کاماها (با رنگ قرمز) به عنوان حائل فیلدها استفاده شده‌اند.

در علوم رایانه، حائل (به انگلیسی: Delimiter) نویسه‌ای است که برای مشخص‌کردن مرز بین بخش‌های مختلف موجود در داده‌های متنی استفاده می‌شود و برای جداسازی و تفسیر صحیح داده‌ها کاربرد دارد.
یکی از رایج‌ترین حائل‌ها فاصله است.
کاما و نشانهٔ پاراگراف (¶) رایج‌ترین حائل‌ها در دادگان‌ها هستند. کاما به عنوان مشخص‌کنندهٔ انتهای متن یک فیلد و نشانهٔ پاراگراف برای مشخص‌کردن پایان یک رکورد استفاده می‌شود. از دیگر نشانه‌های حائل رایج می‌توان به ;، "، '، آکولاد، تب، علامت سؤال و کج‌خط اشاره کرد.